# Carebara anophthalma
Carebara anophthalma é uma espécie de inseto do gênero Carebara, pertencente à família Formicidae.